# ماغي إل. ووكر
ماغي إل. ووكر (بالإنجليزية: Maggie L. Walker)‏ هي مصرفية أمريكية، ولدت في 15 يوليو 1867 في ريتشموند في الولايات المتحدة، وتوفيت في 15 ديسمبر 1934.

## وصلات خارجية
- ماغي إل. ووكر على موقع الموسوعة البريطانية (الإنجليزية)